# Jednota katolického duchovenstva
Jednota katolického duchovenstva byl katolický spolek sdružující české modernistické duchovní, který vznikl v roce 1902 a byl rozpuštěn v roce 1907 z rozhodnutí českých biskupů. Po vzniku Československa byla v roce 1918 obnovena pod názvem Jednota katolického duchovenstva československého a stala se fakticky hlavním reprezentantem katolického kléru v českých zemích, vyjadřujíc svou podporu nově vzniklému státu. Poté, co radikální část členstva založila Církev československou, byla jednota v roce 1920 českými a moravskými biskupy zrušena; přesto patřili někteří její dřívější členové za první republiky k předním představitelům římskokatolické církve v Československu. Jejím předsedou byl v letech 1918 - 1919 kněz a známý spisovatel pocházející z Chodska Jindřich Šimon Baar.